# Dashymeniella
Dashymeniella is een geslacht van wantsen uit de familie van de Miridae (Blindwantsen). Het geslacht werd voor het eerst wetenschappelijk beschreven door Karl Alfred Poppius in 1914.

## Soorten
Het geslacht bevat de volgende soorten:
- Dashymeniella spatulatiformis Wolski & Gorczyca, 2012
- Dashymeniella tibialis Poppius, 1914
- Dashymeniella ulu Wolski & Gorczyca, 2012
- Dashymeniella viklundi Wolski & Gorczyca, 2012